# Hazen (Pennsylvanie)
Pour les articles homonymes, voir Hazen.
Hazen est une census-designated place du comté de Beaver, en Pennsylvanie, aux États-Unis.

## Géographie
Hazen se trouve au nord-est des États-Unis, dans l'ouest de l'État de Pennsylvanie, au sein du comté de Beaver, dont le siège de comté est Beaver. Ses coordonnées géographiques sont 40° 49′ 00″ N, 80° 14′ 42″ O.